# 佐藤征史
佐藤 征史（さとう まさし、1977年2月1日 - ）は、日本の音楽家。ロックバンド、くるりのベーシスト。

## 来歴
京都府亀岡市出身。立命館高等学校に入学。ベースを弾き始め、ジミ・ヘンドリックスやT・レックスなどのカバーバンドで演奏する。その後、高校3年の時に岸田繁と出会い、くるりの前身となるバンドを結成する。
立命館大学法学部に入学、大学の音楽サークルであるロックコミューンに入部する。岸田、森信行とともにくるりを結成するも、並行してママスタジヲなどのバンドにも参加していた。
結成以降、現在までくるりでベースを担当する。
2003年にくるり主宰のレーベル、「NOISE McCARTNEY RECORDS」を立ち上げる。
2007年、故郷の亀岡市の「亀岡観光大使」に就任。
2015年、現在のくるりのプロダクション、NOISE McCARTNEY代表取締役社長に就任。

## 人物・エピソード
長年にわたり岸田の相棒的存在である。くるりでは岸田に次いで作曲を行っているが、作詞やボーカルを担当することもある。
フェンダー・ジャズベースを愛用し、フィンガー・ピッキングによる柔らかさを感じさせる演奏と、独特のメロディアスなフレージングが特徴的で、楽曲によってはテクニカルな演奏もこなす。5弦ベースやコントラバスを弾くこともある。
ベースアンプはアギュラーであるが、過去にはアンペグやアシュダウン・エンジニアリングなどを使用した事もある。ヘッド部分をアギュラーにしてキャビネット(スピーカー)部分をアシュダウンに使用したこともある。
近年はベーシストとして、木村カエラ、GLIM SPANKY、片平里菜などのレコーディング、ツアーサポートも行っている。理想とするミュージシャンとしてメデスキ、マーティン・アンド・ウッド、ノラ・ジョーンズ、スーパーグラスを挙げている（『snoozer』2006年2月号より）。既婚者であり、子供がいることを明かしている。